# Jim Patikas
Jim Patikas est un footballeur australien né le 18 octobre 1963. 

## Carrière
- 1979-1982 : Sydney City ( Australie)
- 1983-1985 : Sydney Olympic ( Australie)
- 1985-1986 : Sydney Croatia ( Australie)
- 1986-1993 : AEK Athènes FC ( Grèce)
- 1993 : APIA Leichhardt Tigers Football Club ( Australie)
- 1993-1995 : Athinaïkós ( Grèce)
- 1995-1996 : Sydney United ( Australie)
- 1996-1997 : Sydney Olympic ( Australie)

## Palmarès
- Championnat d'Australie de football : 1980, 1981, 1982, 1984
- Coupe d'Australie de football : 1985
- Championnat de Grèce de football : 1989, 1992
- Supercoupe de Grèce de football : 1989
- Coupe de la Ligue grecque de football : 1990